# Nesytanebetisherou (fille de Pinedjem II)
Pour l’article homonyme, voir Nesytanebetisherou.
Nesytanebetisherou est la fille de Pinedjem II, grand prêtre d'Amon, et de Neskhons. 

## Généalogie
Nesytanebetisherou est la fille Pinedjem II, grand prêtre d'Amon, et de Neskhons, fille du grand prêtre d'Amon Nesbanebdjed II, le frère aîné de Pinedjem II.
On a supposé que Djedptahiouefânkh était l'époux de Nesytanebetisherou. Cette hypothèse est basée uniquement sur le fait que Djedptahiouefânkh a été enterré à côté de Nesytanebetisherou dans la tombe DB320.

## Biographie
Nesytanebetisherou porte les titres « chef des chefs du premier chœur d'Amon » ; « chef des femmes nobles » ; « prêtresse d'Amon-Rê », « seigneur d'Iouroud » ; « prêtresse d'Inheret-Shou, fils de Rê » ; « servante des archives d'Amonrasonther » ; « prêtresse d'Anhour-Shou, fils de Rê ».
Elle est mentionnée dans le texte funéraire de sa mère, écrit sur une tablette en bois. Sa momie a été retrouvée dans la tombe DB320 à Deir el-Bahari ; elle est maintenant au musée égyptien du Caire.